# قرار مجلس الأمن التابع للأمم المتحدة رقم 239
صدر قرار مجلس الأمن التابع للأمم المتحدة رقم 239، بالإجماع في 10 يوليو 1967، بعد إعادة تأكيد قلقه بشأن القضية والإدانات السابقة، حيث أدان المجلس مرة أخرى أي دولة استمرت في السماح بتجنيد المرتزقة أو توفير التسهيلات لهم، بهدف الإطاحة بحكومات الدول الأعضاء. ودعا المجلس الحكومات إلى ضمان عدم استخدام أراضيها ومواطنيها للتخطيط لعمليات التخريب أو تجنيد المرتزقة أو تدريبهم أو عبورهم بهدف الإطاحة بحكومة جمهورية الكونغو الديمقراطية.

## روابط خارجية
- نص القرار في undocs.org